# Roger Yuan
Roger Yuan (ur. 25 stycznia 1961 w Carbondale) – amerykański aktor, praktyk sztuk walki, kaskader i choreograf filmowych scen akcji.

## Życiorys
Absolwent Uniwersytetu Kalifornijskiego, kampusu Los Angeles (UCLA), posiada licencjat nauk ścisłych.
Członek United Fighting Arts Federation (UFAF) Chucka Norrisa (w latach 1989–1996 był mistrzem wagi średniej licznych rozgrywek organizowanych przez UFAF). Posiada czarny pas w chunkukdo.
Jako aktor znany głównie z roli Chiang Kohunga w mainstreamowym bollywoodzkim filmie Chandni Chowk to China (2009), dzięki której poznał język hindi. Przy boku Jackiego Chana wystąpił w komedii Kowboj z Szanghaju (Shanghai Noon, 2000), ponadto pojawił się w filmach Syriana (2005), Batman: Początek (Batman Begins, 2005), Zabójcza broń 4 (Lethal Weapon 4, 1998), Kuloodporny (Bulletproof Monk, 2003). Jego popisy kaskaderskie można zaobserwować między innymi w horrorze Blade: Wieczny łowca (Blade, 1998) oraz w fantastycznonaukowym filmie akcji Spawn (1997).